# كوداكية دقيقة
كوداكية دقيقة (الاسم العلمي: Codakia minuata) هي نوع من الرخويات تتبع جنس الكوداكية من فصيلة اللوسينات.